# Hans Leo
Hans Leo (ur. 27 marca 1854 w Regenwalde na Pomorzu; zm. 30 września 1927 w Bonn) był niemieckim lekarzem i farmakologiem.

## Życiorys
Hans Leo był synem lekarza Ludwiga Friedricha Leo. Dorastał w Bonn, dokąd jego rodzina przeprowadziła się w tym samym roku, w którym się urodził. W Bonn uczęszczał do Królewskiego Gimnazjum, a następnie studiował nauki przyrodnicze i medycynę w Getyndze (1873–1874) i Bonn (1874–1876). Podczas studiów w Getyndze został członkiem bractwa Brunsviga w 1873 roku. Już w trakcie studiów zwrócił się ku farmakologii, która później stała się jego specjalnością; koncentrował się również na chemii i fizjologii. Po otrzymaniu doktoratu (1876) pracował w Szpitalu Uniwersyteckim w Bonn.
W 1890 roku Leo został mianowany kierownikiem Polikliniki Medycznej i jednocześnie profesorem nadzwyczajnym na Uniwersytecie w Bonn. W 1913 roku został mianowany (następcą Carla Binza) na pełną katedrę farmakologii, którą piastował aż do swojej śmierci. W latach 1914-1916 Leo, będąc już w podeszłym wieku, brał udział w I wojnie światowej.

## Literatura
- Hans Leo: Ueber substituirte Thiamide. Bonn 1876 (Dissertation), Vita nach S. 36.
- Athineos Philippu: Geschichte und Wirken der pharmakologischen, klinisch-pharmakologischen und toxikologischen Institute im deutschsprachigen Raum. Band 1. Berenkamp-Verlag 2004.